# 北川桜
北川 桜（きたがわ さくら）は、東京都杉並区出身の日本のヨーデル歌手。二期会オペラ会員。2009年4月にはスイスでスイスヨーデルのアルバムCD『Es Fascht fur mis Harz』を発売した。スイスで日本人ヨーデルのCDとしては初めてとなる。日本人女性アルプスヨーデルの第一人者。

## 経歴
児童文学作家の北川幸比古を父に持つ。
6歳から7歳の頃に父に連れられて初めてのヨーロッパ旅行に行くが、その時にスイスの印象を強く持つ。日本に帰国した後も、スイスで買ってもらった民族衣装をよく着ていた。
中学、高校は和光学園。中学の同じクラスに岩代太郎がいる。国立音楽大学声楽科（ソプラノ）へ進学する。国立音楽大学在学中は合唱団「くにたちカンマーコール」に参加し、国内各地のコンサートツアー公演のみならず海外公演も体験する。
大学卒業後は、小学校公演やミュンヘンのホフブロイハウスと提携してドイツ国防軍のヴィルヘルム・カイテルの一族のシェフのハルトムート・カイテル(1939-2016)監修のドイツ料理を出していた新宿のビアレストラン・ホフブロイハウス東京や、バンマスとなった秋葉原のフェスト（1994.6開店、2000.6閉店）、エーデルワイス・ムジカンテンとして週三回ショーを行う恵比寿のフェストブロイ（2001.12閉店）などで歌いながら合間合間にヨーロッパ留学を行う。当時の様子は、金子修介監督の就職戦線異状なしのホフブロイハウス東京店内のシーンで見ることができる。
1992年にスイスヨーデルのマリーテレーズ・フォン・グンテンと出会い、1993年より師事。併せてドイツヨーデルをインゲ・フォッファー(Inge Hofer)、マリア・ヘルビック、オットー・ピアサック(Otto Biersack)に師事する。
1994年には日本でヨーデル北川桜とエーデルワイスムジカンテンを結成し公演や各種イベントに出演すると共に、『ポンキッキーズ』などの子供番組にも出演して人気を博する。エーデルワイスムジカンテンの活躍は、『ルックルックこんにちは』、NHK海外放送（ドイツ語版）といった日本のテレビ番組だけでなく、第2ドイツテレビといったドイツのテレビ番組にも繰り返し取り上げられることになる。
2008年にはルツェルンで開催されたスイス連邦ヨーデルフェストに参加し、最高ランクである「1級」を取得する。これがきっかけとなり、ゴイエンゼー・ヨーデルコーラスの定期演奏会招待されゲスト出演し、スイスの新聞で絶賛される。2009年にはスイスでも最大級の民族祭典となるインターフォルク・ユングフラウ（Interfolk Jungfrau）第1回に日本人として唯一招聘されヨーデルの歌声を披露する。この模様はベルンの日刊紙ベルナー・ツァイトゥングでも取り上げられている。
2011年には本場ドイツ ミュンヘン オクトーバーフェスト6500人のHofbräuhaus 会場に、初アジア人ヨーデル歌手公式ゲストとして出演。以後2012年・2013年・2017年出演。2017年にはSpaten 会場にも出演。各模様はYoutube、https://www.youtube.com/playlist?list=PLoUPWySgM9SuTtYeBZVlQF4sGkKmDzFdM  で見ることができる。

## 出演

### TV
- スイス民俗音楽番組「ムジーク シュトゥベーテ」（スイスベルンテレビ、2009年）
- ムジカ・ピッコリーノ（NHK Eテレ、2013年） - シーズン1 第4話 山の上のモンストロ
- 日立 世界・ふしぎ発見!春よ来い！知られざるアルプスの熱い冬（TBS、2013年）
- ジョブチューン アノ職業のヒミツぶっちゃけます! ぶっちゃけ祭（TBS、2014年）
- Beポンキッキーズ（BSフジ、2014年）
- スイス民族音楽番組「ポッツムジーク」（スイス放送協会:SRF、2017年）
- BSジャパン「おんがく交差点」第66回ゲスト（BSジャパン、2017年）
- ヨーデルの女（チューリップテレビ、2017年 - ）
- 天才てれびくんYOU リモコン使い 山のもじもんを仲間に（NHK Eテレ、2018年）
- ノブナカなんなん? 大クセ仕事人にツッコミまくり！2時間SP！（テレビ朝日、2021年）

### 映画
- こびと劇場3挿入曲「こびとのヨーデル」（歌唱）

### ラジオ
- おとおばけのぼうけん おとのたつじん・ヨーデル歌手編（NHKラジオ第1放送、2012年）
- 安住紳一郎の日曜天国ゲスト（TBSラジオ、2012年）
- ちきゅうラジオ（NHKラジオ第1放送）
  - おめでとう！ちきゅうラジオ留学生新年を祝う歌（2015年）
  - 特別企画3 年に一度のヨーデルフェスト（2017年）
  - スイスてんこもり（2019年）
- 『おはようパーソナリティ古川昌希です』（2023年12月22日）
- 眠れない貴女へ（NHKラジオFM、2024年2月11日）

### CM
- 大和ハウス工業 D-Room「TVから羊」篇  CM（歌唱、2009年）
- 宝島社 「電子たばこヘルシー」CM（2010年）
- 阪九フェリー わがままシリーズ「わがままな妻」編  CM（歌唱、2011年）
- エースコック スープはるさめ「ハイジ登場」篇 「ハイジおいしさ」篇CM（歌唱、2012年）
- 日清カップヌードル 「氷見カレー」CM（ヨーデルの女役、2021年）
- カーポートマルゼン×ヨーデルの女 コラボCM（ヨーデルの女役、2022年)